# Страх перед страхом
«Страх перед страхом» (нем. Angst vor der Angst) — телевизионный фильм режиссёра Райнера Вернера Фасбиндера, вышедший на экраны в 1975 году. В 1977 году исполнительница главной роли Маргит Карстенсен номинировалась на премию Deutscher Filmpreis за лучшую женскую роль.

## Сюжет
Молодая женщина по имени Маргот живёт вполне благополучной жизнью с мужем Куртом и дочерью Биби. Маргот беременна вторым ребёнком, её будущее вполне определённо. Но иногда на неё находит чувство безотчётного страха, с которым она тщетно пытается справиться. Приступы страха никуда не уходят и после рождения сына, а мужу, озабоченному предстоящим ему ответственным экзаменом, явно не до её переживаний. Живущие же в доме мать и сестра Курта лишь ещё больше нервируют её своими придирками. Пытаясь как-то заглушить этот страх, Маргот отправляется по магазинам, заводит интрижку с доктором, живущим по соседству, увлекается алкоголем, даже наносит себе порез стеклом. Однако ничто не помогает. Лишь когда женщине становится откровенно трудно контролировать своё состояние, Курт отправляется с ней к психиатру...

## В ролях
- Маргит Карстенсен — Маргот
- Ульрих Фаульхабер — Курт, муж Маргот
- Бригитта Мира — мать Курта
- Ирм Херман — Лора, сестра Курта
- Армин Майер — Карли, муж Лоры
- Адриан Ховен — доктор Мерк
- Курт Рааб — господин Бауэр
- Ингрид Кавен — Эдда
- Лило Пемпайт — госпожа Шалль
- Хельга Мертесхаймер — доктор фон Унру
- Херберт Штайнмец — доктор Ауэр
- Харк Бом — доктор Розенбаум
- Констанц Хаас — Биби, дочь Маргот